# Метандиол
Метандиол (метиленгликоль) — это продукт гидратации формальдегида — присоединения воды к формальдегиду. Метиленгликоль является нестабильным соединением, которое легко распадается с образованием воды и формальдегида и обладает свойствами, аналогичными формальдегиду. Не следует путать с формалином — водным раствором формальдегида, стабилизированным метанолом.

## Получение
Из-за низкой электронной плотности на атоме углерода формальдегид легко вступает в реакции даже со слабыми нуклеофилами. Этим, в частности, объясняется тот факт, что в водных растворах формальдегид находится в гидратированной форме.
Небольшое количество стабилизатора, такого как метанол или карбамид, обычно добавляется для подавления окисления и полимеризации.